# Campionato europeo femminile di pallacanestro 2019
Il 37º Campionato europeo femminile di pallacanestro FIBA (noto anche come FIBA EuroBasket Women 2019) si è svolto in Serbia e in Lettonia. La competizione ha avuto inizio il 27 giugno e si è conclusa il 7 luglio 2019.
I Campionati europei femminili di pallacanestro sono una manifestazione biennale tra le squadre nazionali organizzato dalla FIBA Europe. Le squadre ammesse a partecipare sono 16 di cui 14 provenienti dalla fase di qualificazione.
La squadra campione in carica è la Spagna.

## Sedi delle partite
Le città dove si svolgerà la manifestazione sono Riga, Niš, Zrenjanin e Belgrado.
| Fase                                             | Città     | Impianto             | Spettatori |
| ------------------------------------------------ | --------- | -------------------- | ---------- |
| Prima fase - Girone A e B - due Ottavi di finale | Riga      | Arena Riga           | 12 500     |
| Prima fase - Girone C                            | Niš       | Sportski centar Čair | 5 000      |
| Prima fase - Girone D                            | Zrenjanin | Crystal Hall         | 2 800      |
| fase ad eliminazione diretta                     | Belgrado  | Štark Arena          | 20 000     |

## Qualificazioni
| N° | Squadra       | Qualificata come                                            | Data di qualificazione | Ultima partecipazione | Miglior piazzamento         |
| -- | ------------- | ----------------------------------------------------------- | ---------------------- | --------------------- | --------------------------- |
| 1  | Serbia        | Paese organizzatore                                         | 24 giugno 2017         | Rep. Ceca 2017        | Campione (2015)             |
| 2  | Lettonia      | Paese organizzatore                                         | 24 giugno 2017         | Rep. Ceca 2017        | 4º posto (2007)             |
| 3  | Turchia       | 1º posto nel Gruppo B di qualificazione                     | 17 novembre 2018       | Rep. Ceca 2017        | 2º posto (2011)             |
| 4  | Russia        | 1º posto nel Gruppo C di qualificazione                     | 17 novembre 2018       | Rep. Ceca 2017        | Campione (2003, 2007, 2011) |
| 5  | Spagna        | 1º posto nel Gruppo F di qualificazione                     | 17 novembre 2018       | Rep. Ceca 2017        | Campione (1993, 2013, 2017) |
| 6  | Rep. Ceca     | 1º posto nel Gruppo G di qualificazione                     | 17 novembre 2018       | Rep. Ceca 2017        | Campione (2005)             |
| 7  | Slovenia      | Migliori 6 tra le seconde classificate nelle qualificazioni | 17 novembre 2018       | Rep. Ceca 2017        | 14º posto (2007)            |
| 8  | Montenegro    | 1º posto nel Gruppo A di qualificazione                     | 21 novembre 2018       | Rep. Ceca 2017        | 6º posto (2011)             |
| 9  | Gran Bretagna | 1º posto nel Gruppo D di qualificazione                     | 21 novembre 2018       | Ungheria-Romania 2015 | 9º posto (2013, 2015)       |
| 10 | Italia        | 1º posto nel Gruppo H di qualificazione                     | 21 novembre 2018       | Rep. Ceca 2017        | Campione (1938)             |
| 11 | Francia       | 1º posto nel Gruppo E di qualificazione                     | 21 novembre 2018       | Rep. Ceca 2017        | Campione (2001, 2009)       |
| 12 | Bielorussia   | Migliori 6 tra le seconde classificate nelle qualificazioni | 21 novembre 2018       | Rep. Ceca 2017        | 6º posto (2011)             |
| 13 | Belgio        | Migliori 6 tra le seconde classificate nelle qualificazioni | 21 novembre 2018       | Rep. Ceca 2017        | 3º posto (2017)             |
| 14 | Ungheria      | Migliori 6 tra le seconde classificate nelle qualificazioni | 21 novembre 2018       | Rep. Ceca 2017        | 2º posto (1950, 1956)       |
| 15 | Ucraina       | Migliori 6 tra le seconde classificate nelle qualificazioni | 21 novembre 2018       | Rep. Ceca 2017        | Campione (1995)             |
| 16 | Svezia        | Migliori 6 tra le seconde classificate nelle qualificazioni | 21 novembre 2018       | Ungheria-Romania 2015 | 7º posto (1987, 2013)       |

## Sorteggio e formula
Il sorteggio per il primo turno si è tenuto il 12 dicembre 2018 a Belgrado. Le sedici squadre sono state raggruppate in 4 fasce, in base ai risultati nell'edizione del 2017 e delle qualificazioni del 2019.
| 1ª fascia | 2ª fascia | 3ª fascia  | 4ª fascia     |
| --------- | --------- | ---------- | ------------- |
| Francia   | Belgio    | Serbia     | Slovenia      |
| Spagna    | Lettonia  | Ucraina    | Bielorussia   |
| Russia    | Italia    | Ungheria   | Gran Bretagna |
| Turchia   | Rep. Ceca | Montenegro | Svezia        |

Le squadre sono state suddivise in 4 gironi (A-D) all'italiana da quattro squadre ciascuno. Al termine della prima fase le prime classificare accederanno direttamente ai quarti di finale, mentre le seconde e terze disputeranno un incontro ad eliminazione diretta con gli accoppiamenti (A2-B3, B2-A3, C2-D3 e D2-C3) per accedere ai quarti di finale.

## Primo turno

### Girone A
| Team             | Pt | V - P | PF - PS   | +/- |
| ---------------- | -- | ----- | --------- | --- |
| 1. Spagna        | 6  | 3 - 0 | 221 - 192 | +29 |
| 2. Gran Bretagna | 5  | 2 - 1 | 201 - 181 | +20 |
| 3. Lettonia      | 4  | 1 - 2 | 198 - 207 | -9  |
| 4. Ucraina       | 3  | 0 - 3 | 205 - 245 | -40 |

Legenda:
      ammesse ai quarti di finale;       alle qualificazioni per i quarti di finale.

| Riga 27 giugno 2019, ore 18:30 UTC+3 | Gran Bretagna | 74 – 60 referto | Lettonia | Arena Riga (2.900 spett.)\| Arbitro: \| Juras \| |
| Arbitro:                             | Juras         |                 |          |                                                  |

| Riga 27 giugno 2019, ore 21:00 UTC+3 | Ucraina  | 77 – 95 referto | Spagna | Arena Riga (350 spett.)\| Arbitro: \| Forsberg \| |
| Arbitro:                             | Forsberg |                 |        |                                                   |

| Riga 28 giugno 2019, ore 18:30 UTC+3 | Lettonia | 82 – 74 referto | Ucraina | Arena Riga (3.000 spett.)\| Arbitro: \| Maričić \| |
| Arbitro:                             | Maričić  |                 |         |                                                    |

| Riga 28 giugno 2019, ore 21:00 UTC+3 | Spagna   | 67 – 59 referto | Gran Bretagna | Arena Riga (300 spett.)\| Arbitro: \| Forsberg \| |
| Arbitro:                             | Forsberg |                 |               |                                                   |

| Riga 30 giugno 2019, ore 13:00 UTC+3 | Ucraina | 54 – 68 referto | Gran Bretagna | Arena Riga (293 spett.)\| Arbitro: \| Maričić \| |
| Arbitro:                             | Maričić |                 |               |                                                  |

| Riga 30 giugno 2019, ore 18:30 UTC+3 | Lettonia | 56 – 59 referto | Spagna | Arena Riga |

### Girone B
| Team          | Pt | V - P | PF - PS   | +/- |
| ------------- | -- | ----- | --------- | --- |
| 1. Francia    | 6  | 3 - 0 | 233 - 179 | +54 |
| 2. Svezia     | 4  | 1 - 2 | 196 - 193 | +3  |
| 3. Montenegro | 4  | 1 - 2 | 174 - 212 | -38 |
| 4. Rep. Ceca  | 4  | 1 - 2 | 189 - 208 | -19 |

Legenda:
      ammesse ai quarti di finale;       alle qualificazioni per i quarti di finale.

| Riga 27 giugno 2019, ore 13:00 UTC+3 | Svezia | 67 – 51 referto | Montenegro | Arena Riga (693 spett.)\| Arbitro: \| Yalman \| |
| Arbitro:                             | Yalman |                 |            |                                                 |

| Riga 27 giugno 2019, ore 15:30 UTC+3 | Francia | 74 – 61 referto | Rep. Ceca | Arena Riga (450 spett.)\| Arbitro: \| Sharapa \| |
| Arbitro:                             | Sharapa |                 |           |                                                  |

| Riga 28 giugno 2019, ore 13:00 UTC+3 | Rep. Ceca | 71 – 64 referto | Svezia | Arena Riga (690 spett.)\| Arbitro: \| Juras \| |
| Arbitro:                             | Juras     |                 |        |                                                |

| Riga 28 giugno 2019, ore 15:30 UTC+3 | Montenegro | 53 – 88 referto | Francia | Arena Riga (250 spett.)\| Arbitro: \| Yalman \| |
| Arbitro:                             | Yalman     |                 |         |                                                 |

| Riga 30 giugno 2019, ore 15:30 UTC+3 | Rep. Ceca | 57 – 70 referto | Montenegro | Arena Riga\| Arbitro: \| Forsberg \| |
| Arbitro:                             | Forsberg  |                 |            |                                      |

| Riga 30 giugno 2019, ore 21:00 UTC+3 | Svezia | 65 – 71 referto | Francia | Arena Riga\| Arbitro: \| Yalman \| |
| Arbitro:                             | Yalman |                 |         |                                    |

### Girone C
| Team        | Pt | V - P | PF - PS   | DP  |
| ----------- | -- | ----- | --------- | --- |
| 1. Ungheria | 5  | 2 - 1 | 205 - 194 | +11 |
| 2. Italia   | 5  | 2 - 1 | 183 - 170 | +13 |
| 3. Slovenia | 4  | 1 - 2 | 203 - 218 | -15 |
| 4. Turchia  | 4  | 1 - 2 | 168 - 177 | -9  |

Legenda:
      ammesse ai quarti di finale;       alle qualificazioni per i quarti di finale.

| Niš 27 giugno 2019, ore 16:00 UTC+2 | Ungheria | 88 – 84 referto | Slovenia | Sportski centar Čair (420 spett.)\| Arbitro: \| Ciulin \| |
| Arbitro:                            | Ciulin   |                 |          |                                                           |

| Niš 27 giugno 2019, ore 18:30 UTC+2 | Turchia    | 54 – 57 referto | Italia | Sportski centar Čair (312 spett.)\| Arbitro: \| Koslovskis \| |
| Arbitro:                            | Koslovskis |                 |        |                                                               |

| Niš 28 giugno 2019, ore 16:00 UTC+2 | Slovenia | 62 – 55 referto | Turchia | Sportski centar Čair (500 spett.)\| Arbitro: \| Ciulin \| |
| Arbitro:                            | Ciulin   |                 |         |                                                           |

| Niš 28 giugno 2019, ore 18:30 UTC+2 | Italia    | 51 – 59 referto | Ungheria | Sportski centar Čair (388 spett.)\| Arbitro: \| Vojinović \| |
| Arbitro:                            | Vojinović |                 |          |                                                              |

| Niš 30 giugno 2019, ore 16:00 UTC+2 | Ungheria  | 58 – 59 referto | Turchia | Sportski centar Čair\| Arbitro: \| Vojinović \| |
| Arbitro:                            | Vojinović |                 |         |                                                 |

| Niš 30 giugno 2019, ore 18:30 UTC+2 | Italia | 75 – 57 referto | Slovenia | Sportski centar Čair\| Arbitro: \| Ciulin \| |
| Arbitro:                            | Ciulin |                 |          |                                              |

### Girone D
| Team           | Pt | V - P | PF - PS   | +/- |
| -------------- | -- | ----- | --------- | --- |
| 1. Serbia      | 6  | 3 - 0 | 202 - 182 | +20 |
| 2. Belgio      | 4  | 1 - 2 | 194 - 193 | +1  |
| 3. Russia      | 4  | 1 - 2 | 193 - 206 | -13 |
| 4. Bielorussia | 4  | 1 - 2 | 184 - 192 | -8  |

Legenda:
      ammesse ai quarti di finale;       alle qualificazioni per i quarti di finale.

| Zrenjanin 27 giugno 2019, ore 17:45 UTC+2 | Russia | 54 – 67 referto | Belgio | Crystal Hall |

| Zrenjanin 27 giugno 2019, ore 20:30 UTC+2 | Bielorussia | 53 – 55 referto | Serbia | Crystal Hall |

| Zrenjanin 28 giugno 2019, ore 17:45 UTC+2 | Belgio | 61 – 69 referto | Bielorussia | Crystal Hall |

| Zrenjanin 28 giugno 2019, ore 20:30 UTC+2 | Serbia | 77 – 63 referto | Russia | Crystal Hall |

| Zrenjanin 30 giugno 2019, ore 17:45 UTC+2 | Bielorussia | 62 – 76 referto | Russia | Crystal Hall |

| Zrenjanin 30 giugno 2019, ore 20:30 UTC+2 | Belgio | 66 – 70 referto | Serbia | Crystal Hall |

## Fase finale

### Tabellone
|  | Qualificazioni | Qualificazioni | Qualificazioni |               |    | Quarti di finale | Quarti di finale | Quarti di finale |  |  | Semifinali                  | Semifinali                  | Semifinali                  |                             |  | Finale | Finale        | Finale |
|  |                |                |                |               |    |                  |                  |                  |  |  |                             |                             |                             |                             |  |        |               |        |
|  |                |                |                |               |    |                  |                  |                  |  |  |                             |                             |                             |                             |  |        |               |        |
|  |                | A1             | Spagna         | 78            |    |                  |                  |                  |  |  |                             |                             |                             |                             |  |        |               |        |
|  |                |                |                | 78            |    |                  |                  |                  |  |  |                             |                             |                             |                             |  |        |               |        |
|  |                |                |                | Russia        | 54 |                  |                  |                  |  |  |                             |                             |                             |                             |  |        |               |        |
|  | C2             | Italia         | 54             | Russia        | 54 |                  |                  |                  |  |  |                             |                             |                             |                             |  |        |               |        |
|  | C2             | Italia         | 54             |               |    |                  |                  |                  |  |  |                             |                             |                             |                             |  |        |               |        |
|  | D3             | Russia         | 63             |               |    |                  |                  |                  |  |  |                             |                             |                             |                             |  |        |               |        |
|  | D3             | Russia         | 63             |               |    |                  |                  |                  |  |  | Spagna                      | 71                          |                             |                             |  |        |               |        |
|  |                |                |                |               |    |                  |                  |                  |  |  | Spagna                      | 71                          |                             |                             |  |        |               |        |
|  |                |                | Serbia         | 66            |    |                  |                  |                  |  |  |                             |                             |                             |                             |  |        |               |        |
|  |                |                | Serbia         | 66            |    |                  |                  |                  |  |  |                             |                             |                             |                             |  |        |               |        |
|  |                |                |                |               |    |                  |                  |                  |  |  |                             |                             |                             |                             |  |        |               |        |
|  |                |                |                |               |    |                  |                  |                  |  |  |                             |                             |                             |                             |  |        |               |        |
|  |                | D1             | Serbia         | 87            |    |                  |                  |                  |  |  |                             |                             |                             |                             |  |        |               |        |
|  |                |                |                | 87            |    |                  |                  |                  |  |  |                             |                             |                             |                             |  |        |               |        |
|  |                |                |                | Svezia        | 49 |                  |                  |                  |  |  |                             |                             |                             |                             |  |        |               |        |
|  | B2             | Svezia         | 77             | Svezia        | 49 |                  |                  |                  |  |  |                             |                             |                             |                             |  |        |               |        |
|  | B2             | Svezia         | 77             |               |    |                  |                  |                  |  |  |                             |                             |                             |                             |  |        |               |        |
|  | A3             | Lettonia       | 62             |               |    |                  |                  |                  |  |  |                             |                             |                             |                             |  |        |               |        |
|  | A3             | Lettonia       | 62             |               |    |                  |                  |                  |  |  |                             |                             |                             |                             |  | Spagna | 86            |        |
|  |                |                |                |               |    |                  |                  |                  |  |  |                             |                             |                             |                             |  | Spagna | 86            |        |
|  |                |                | Francia        | 66            |    |                  |                  |                  |  |  |                             |                             |                             |                             |  |        |               |        |
|  |                |                | Francia        | 66            |    |                  |                  |                  |  |  |                             |                             |                             |                             |  |        |               |        |
|  |                |                |                |               |    |                  |                  |                  |  |  |                             |                             |                             |                             |  |        |               |        |
|  |                |                |                |               |    |                  |                  |                  |  |  |                             |                             |                             |                             |  |        |               |        |
|  |                | B1             | Francia (ts)   | 84            |    |                  |                  |                  |  |  | Incontro per il terzo posto | Incontro per il terzo posto | Incontro per il terzo posto | Incontro per il terzo posto |  |        |               |        |
|  |                |                |                | 84            |    |                  |                  |                  |  |  | Incontro per il terzo posto | Incontro per il terzo posto | Incontro per il terzo posto | Incontro per il terzo posto |  |        |               |        |
|  |                |                |                | Belgio        | 80 |                  |                  |                  |  |  |                             |                             |                             |                             |  |        |               |        |
|  | D2             | Belgio         | 72             | Belgio        | 80 |                  |                  |                  |  |  |                             |                             | Serbia                      | 81                          |  |        |               |        |
|  | D2             | Belgio         | 72             |               |    |                  |                  |                  |  |  |                             |                             | Serbia                      | 81                          |  |        |               |        |
|  | C3             | Slovenia       | 67             |               |    |                  |                  |                  |  |  |                             |                             |                             |                             |  |        | Gran Bretagna | 55     |
|  | C3             | Slovenia       | 67             |               |    |                  |                  |                  |  |  | Francia                     | 63                          |                             |                             |  |        | Gran Bretagna | 55     |
|  |                |                |                |               |    |                  |                  |                  |  |  | Francia                     | 63                          |                             |                             |  |        |               |        |
|  |                |                | Gran Bretagna  | 56            |    |                  |                  |                  |  |  |                             |                             |                             |                             |  |        |               |        |
|  |                |                | Gran Bretagna  | 56            |    |                  |                  |                  |  |  |                             |                             |                             |                             |  |        |               |        |
|  |                |                |                |               |    |                  |                  |                  |  |  |                             |                             |                             |                             |  |        |               |        |
|  |                |                |                |               |    |                  |                  |                  |  |  |                             |                             |                             |                             |  |        |               |        |
|  |                | C1             | Ungheria       | 59            |    |                  |                  |                  |  |  |                             |                             |                             |                             |  |        |               |        |
|  |                |                |                | 59            |    |                  |                  |                  |  |  |                             |                             |                             |                             |  |        |               |        |
|  |                |                |                | Gran Bretagna | 62 |                  |                  |                  |  |  |                             |                             |                             |                             |  |        |               |        |
|  | A2             | Gran Bretagna  | 92             | Gran Bretagna | 62 |                  |                  |                  |  |  |                             |                             |                             |                             |  |        |               |        |
|  | A2             | Gran Bretagna  | 92             |               |    |                  |                  |                  |  |  |                             |                             |                             |                             |  |        |               |        |
|  | B3             | Montenegro     | 71             |               |    |                  |                  |                  |  |  |                             |                             |                             |                             |  |        |               |        |

### Playoff per il Torneo Preolimpico
|  | Play-off      |               |    |  |
|  |               |               |    |  |
|  | Russia        | Russia        | 52 |  |
|  | Svezia        | Svezia        | 57 |  |
|  | Taipei cinese | Taipei cinese | 72 |  |
|  | Kazakistan    | Kazakistan    | 56 |  |

### Qualificazioni ai quarti di finale
| Riga 1º luglio 2019, ore 17:30 UTC+3 | Svezia | 77 – 62 | Lettonia | Arena Riga |

| Riga 1º luglio 2019, ore 20:00 UTC+3 | Gran Bretagna | 92 – 71 | Montenegro | Arena Riga |

| Belgrado 2 luglio 2019, ore 18:00 UTC+2 | Belgio | 72 – 67 | Slovenia | Štark Arena |

| Belgrado 2 luglio 2019, ore 20:30 UTC+2 | Italia | 54 – 63 | Russia | Štark Arena |

### Quarti di finale
| Belgrado 4 luglio 2019, ore 15:00 UTC+2 | Spagna | 78 – 54 | Russia | Štark Arena |

| Belgrado 4 luglio 2019, ore 20:30 UTC+2 | Serbia | 87 – 49 | Svezia | Štark Arena |

| Belgrado 4 luglio 2019, ore 18:00 UTC+2 | Francia | 84 – 80 | Belgio | Štark Arena |

| Belgrado 4 luglio 2019, ore 12:30 UTC+2 | Ungheria | 59 – 62 | Gran Bretagna | Štark Arena |

### Playoff per il Torneo Preolimpico
| Belgrado 6 luglio 2019, ore UTC+2 | Russia | 52 – 57 | Svezia | Štark Arena |

| Belgrado 6 luglio 2019, ore UTC+2 | Belgio | 72 – 56 | Ungheria | Štark Arena |

### Semifinali
| Belgrado 6 luglio 2019, ore UTC+2 | Spagna | 71 – 66 | Serbia | Štark Arena |

| Belgrado 6 luglio 2019, ore UTC+2 | Francia | 63 – 56 | Gran Bretagna | Štark Arena |

### Finali
- 3º e 4º posto

| Belgrado 7 luglio 2019, ore 17:30 UTC+2 | Serbia | 81 – 55 | Gran Bretagna | Štark Arena |

- 1º e 2º posto

| Belgrado 7 luglio 2019, ore 20:30 UTC+2 | Spagna | 86 – 66 | Francia | Štark Arena |

## Classifica finale
| Campione d'Europa | Campione d'Europa | Campione d'Europa |
| --- | ----------------- | --- |
| Spagna3 Vilaró, 4 Nicholls, 5 Ouviña, 6 Domínguez, 9 Palau, 10 Xargay, 13 Abalde, 15 Cruz, 17 Pina, 18 Casas, 24 Gil, 45 Ndour, All. Lucas Mondelo |                   | |
| Argento | Francia           | Francia0 Époupa, 3 Bankolé, 4 Fauthoux, 5 Miyem, 6 Chartereau, 7 Gruda, 11 Ayayi, 12 Rupert, 14 Hartley, 17 Johannès, 21 Badiane, 88 Chevaugeon, All. Valérie Garnier                            |
| Bronzo | Serbia            | Serbia3 Miljković, 5 Petrović, 6 Čađo, 8 Jovanović, 9 Butulija, 10 Brooks, 11 Crvendakić, 13 Milić, 14 Stanković, 20 Stanaćev, 23 Dabović, 24 Škorić, All. Marina Maljković                      |
| 4. | Gran Bretagna     | Gran Bretagna4 Jones, 6 Collins, 7 Vanderwal, 8 Handy, 9 Shaw, 11 Campbell, 13 Leedham, 14 Monakana, 15 Fagbenle, 25 Green, 41 Simpson, 44 Samuelson, All. Chema Buceta                          |
| |                   | |
| 5. | Belgio            | Belgio5 K. Mestdagh, 6 Delaere, 9 Carpréaux, 11 Meesseman, 12 Wauters, 13 Linskens, 22 H. Mestdagh, 23 Geldof, 32 Nauwelaers, 35 Vanloo, 42 Raman, 55 Allemand, All. Philip Mestdagh             |
| 6. | Svezia            | Svezia1 Abdi, 5 Loyd, 6 F. Eldebrink, 7 Lundquist, 8 Nyström, 9 E. Eldebrink, 10 Hamilton-Carter, 11 Magarity, 13 Drammeh, 14 Halvarsson, 15 Vesterberg, 17 Zahui, All. François Gomez           |
| 7. | Ungheria          | Ungheria1 Pusztai, 2 Kiss, 4 Dubei, 5 Raksányi, 9 Studer, 10 Varga, 11 Horti, 18 Lelik, 22 Turner, 23 Horváth, 44 Határ, 51 Zele, All. Norbert Székely                                           |
| 8. | Russia            | Russia4 Musina, 5 Beljakova, 7 Vadeeva, 8 Fedorenkova, 10 Šilova, 11 Logunova, 15 Vieru, 17 Beglova, 18 Leškovceva, 23 Gladkova, 32 Majga, 99 Levčenko, All. Olaf Lange                          |
| |                   | |
| 9. | Italia            | Italia0 C. Dotto, 3 Romeo, 7 Sottana, 9 Zandalasini, 10 F. Dotto, 13 De Pretto, 14 Crippa, 19 Cubaj, 20 Ercoli, 23 Cinili, 33 Andrè, 41 Penna, All. Marco Crespi                                 |
| 10. | Lettonia          | Lettonia4 P. Strautmane, 6 Puriņa, 7 Babkina, 10 Nīmane, 13 Brumermane, 14 Šepte, 15 Krastiņa, 16 Jākobsone, 22 Meļņika, 28 Vītola, 35 Krēsliņa, 45 D. Strautmane, All. Mārtiņš Zībarts          |
| 11. | Slovenia          | Slovenia2 Krošelj, 3 Oblak, 6 Prezelj, 7 Seničar, 8 Goršič, 9 Barič, 10 Jakovina, 11 Rupnik, 12 Lisec, 13 Friškovec, 30 Evans, 88 Dautović, All. Damir Grgić                                     |
| 12. | Montenegro        | Montenegro5 Pašić, 6 Vučetić, 7 Popović, 8 Živković, 9 Aleksić, 11 Mujović, 12 Jakšić, 13 Kovačević, 14 Jovanović, 19 Lazarević, 23 Matović, 25 Johnson, All. Jelena Škerović                    |
| |                   | |
| 13. | Rep. Ceca         | Rep. Ceca0 Březinová, 3 Štěpánová, 5 Hejdová, 6 Kar. Elhotová, 8 Voráčková, 9 Bartáková, 10 Adamcová, 11 Kat. Elhotová, 12 Vyoralová, 14 Pecková, 15 Pudláková, 18 Vojtíková, All. Štefan Svitek |
| 14. | Turchia           | Turchia0 Yalçın, 1 Bilgiç, 3 Cora, 4 Çakır, 7 Köksal, 9 Çağlar, 10 Alben, 12 Canıtez, 15 Şenyürek, 24 Güçlü, 33 Ural, 41 Stokes, All. Ceyhun Yıldızoğlu                                          |
| 15. | Bielorussia       | Bielorussia5 Tarasava, 6 Snycina, 7 Rycikava, 8 Lichtarovič, 9 Zjuz'kova, 10 Verameenka, 12 Mas'ko, 13 Papova, 18 Bryč, 20 Bentley, 21 Hasper, 23 Inkina, All. Natallja Trafimava                |
| 16. | Ucraina           | Ucraina5 Kondus', 7 Vološyna, 8 Horobec', 9 Radulovyć, 11 Uro-Nilje, 12 Jackovec', 13 Malašenko, 19 Udodenko, 23 Jahupova, 31 Ol'chovyk, 32 Naumenko, 88 Bilocerkivs'ka, All. Goran Bošković     |